# Liste der Kulturdenkmäler in Hungenroth
In der Liste der Kulturdenkmäler in Hungenroth sind alle Kulturdenkmäler der rheinland-pfälzischen Ortsgemeinde Hungenroth aufgeführt. Grundlage ist die Denkmalliste des Landes Rheinland-Pfalz (Stand: 27. Oktober 2023).

## Einzeldenkmäler
| Bezeichnung | Lage                     | Baujahr         | Beschreibung                                                    | Bild |
| ----------- | ------------------------ | --------------- | --------------------------------------------------------------- | ---- |
| Hofanlage   | Gründelbachstraße 5 Lage | 19. Jahrhundert | Hakenhof; Fachwerkhaus, teilweise verschiefert, 19. Jahrhundert | BW   |